# Cruz y Carmen
Cruz y Carmen är en ort i Mexiko.   Den ligger i kommunen Hidalgo och delstaten Tamaulipas, i den centrala delen av landet, 500 km norr om huvudstaden Mexico City. Cruz y Carmen ligger 216 meter över havet och antalet invånare är 341.
Terrängen runt Cruz y Carmen är platt, och sluttar österut. Runt Cruz y Carmen är det glesbefolkat, med 16 invånare per kvadratkilometer. Närmaste större samhälle är Guillermo Zúñiga, 9,3 km söder om Cruz y Carmen. Omgivningarna runt Cruz y Carmen är en mosaik av jordbruksmark och naturlig växtlighet.